# Meridiastra modesta
Meridiastra modesta är en sjöstjärneart som först beskrevs av Addison Emery Verrill 1870.  Meridiastra modesta ingår i släktet Meridiastra och familjen Asterinidae. Inga underarter finns listade i Catalogue of Life.